# Zwanzig-Felder-Spiel

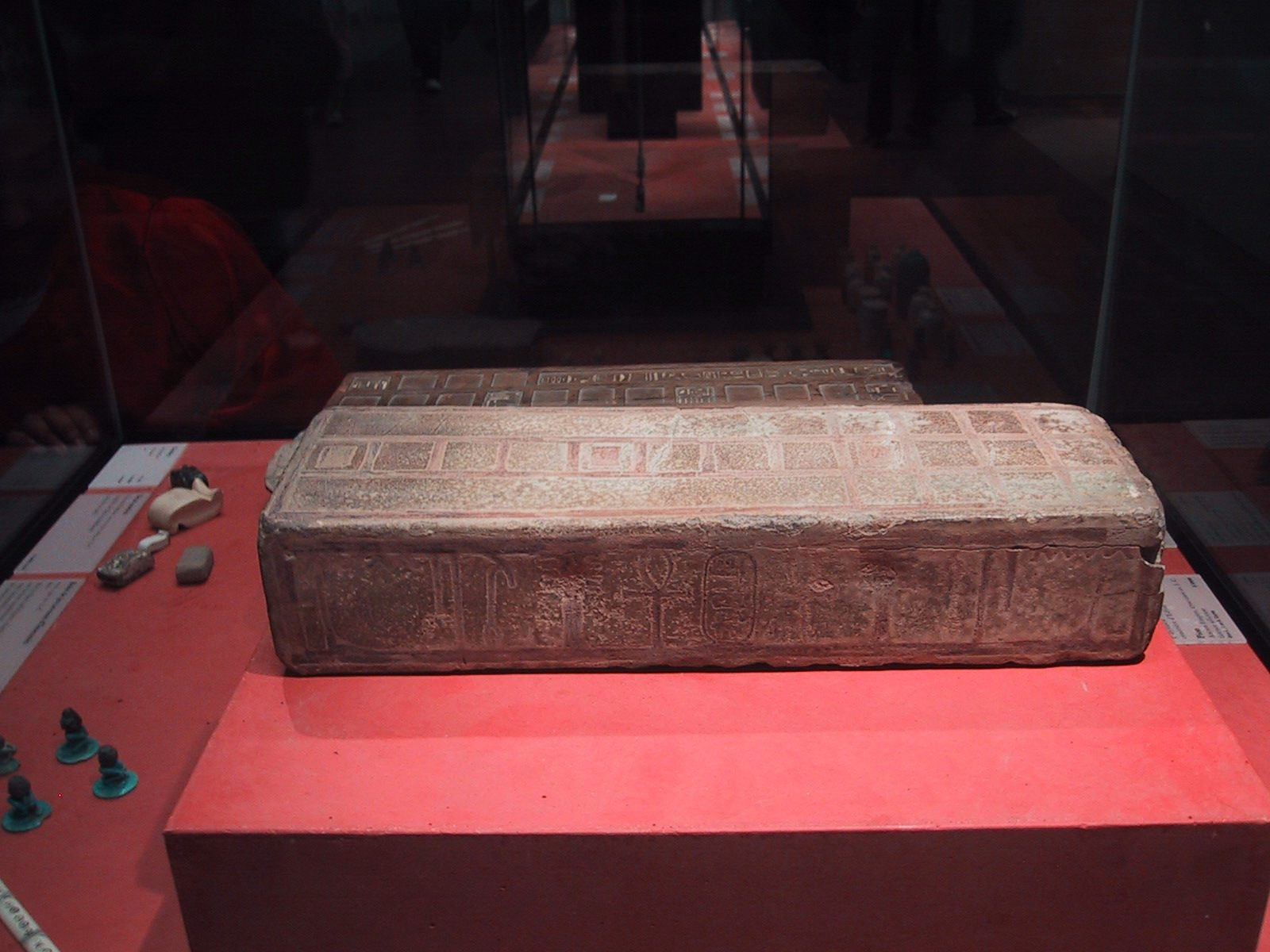
Zwanzig-Felder-Spiel

Das Zwanzig-Felder-Spiel war ein altägyptisches Brett- und Gesellschaftsspiel, das im Alten Ägypten während des Einmarsches der Hyksos (etwa 13. Dynastie) eingeführt wurde und rasch an Popularität gewann.

## Beschreibung
Das Zwanzig-Felder-Spiel war vom Aufbau und seinen Spielset-Bestandteilen her dem berühmten Brettspiel Senet so ähnlich, dass es von den Ägyptern mit Wohlwollen übernommen wurde und mühelos erlernt werden konnte. Das Spiel wurde zu zweit gespielt. Es wurden dieselben Spielfiguren benutzt, wie bei Senet, auch die Regeln waren fast identisch. Unterschiede bestanden vor allem in der Anzahl der Felder und deren Anordnung: zwölf Felder waren zu einem Rechteck angeordnet, acht Felder führten von der mittleren Reihe weg. Alle Felder waren unbebildert, bis auf das letzte der wegführenden Reihe, welches mit einer Goldrosette verziert war. Wie beim Senet war das Ziel des Spiels, das letzte Feld als Erster zu erreichen.